# Fernandocrambus abbreviata
Fernandocrambus abbreviata là một loài bướm đêm trong họ Crambidae.